# Boulevard Atatürk (Istanbul)
Il Boulevard Atatürk (in turco Atatürk Bulvarı) è una strada del distretto di Fatih a Istanbul. È una delle strade principali che collegano la penisola storica a Beyoğlu. 

## Tracciato
Inizia da una rotatoria all'incrocio dei viali Millet, Ordu e Gazi Mustafa Kemal Paşa nel quartiere di Aksaray e termina collegandosi al Ponte di Atatürk che attraversa il Corno d'Oro nella zona di Unkapanı-Küçükpazar. Sul lato destro del viale si trovano le mahalle di Kemalpaşa, Kalenderhane, Mollahüsrev, Hacıkadın, Yavuzsinan da sud a nord, e sul lato sinistro le mahalle di İskenderpaşa, Zeyrek e Cibali da sud a nord. All'estremità settentrionale della strada si trovano l'edificio del Comune Metropolitano di Istanbul nel quartiere di Saraçhane e l'Acquedotto di Valente, risalente al periodo bizantino. Nella zona di Unkapanı si trovano il Bazar Manifaturacılar di Istanbul, una delle più antiche aree commerciali organizzate della città, la storica Moschea di Şepsefa e la Moschea di Zeyrek.